# Maureen Cox
Maureen Cox (Liverpool, 4 de agosto de 1946 – Seattle, 30 de dezembro de 1994) foi a primeira esposa do ex-Beatle Ringo Starr. Os dois foram casados por dez anos, e da união nasceram três filhos: Zak, Jason e Lee. Maureen morreu de leucemia, apesar de um transplante de medula óssea de seu filho Zak.

## Biografia
Mary Cox era a filha única de Joseph Cox e Florence Barrett. Teve uma infância  tranquila em Liverpool, mas acabou largando a escola aos 16 anos. Na mesma época, mudou seu nome para Maureen e iniciou sua carreira profissional como estagiária em um cabeleireiro local. Logo, ela começou frequentar o Cavern Club, onde os Beatles apresentavam-se regularmente.

### Relacionamento com Ringo Starr
Maureen já conhecia Ringo do tempo em que ele era baterista da banda Rory Storm and the Hurricanes, mas foi somente como baterista dos Beatles que eles se aproximaram e supostamente, beijaram-se após uma apresentação da banda. Desde então, descobriram um interesse em comum: cabelos. Ringo queria abrir o seu próprio salão e Maureen na época trabalhava em um. Os dois começaram a sair juntos regularmente, e depois de alguns meses começaram a namorar. Em 1963, Maureen, Ringo, Paul McCartney e Jane Asher (namorada de Paul na época), viajaram em férias para a Grécia, e no ano seguinte para o Caribe. No dia 11 de fevereiro de 1965, Maureen - que já estava grávida - e Ringo, casaram-se em uma cerimonia particular apenas para amigos e parentes no Caxton Hall. Entre os convidados do noivo, encontravam-se Brian Epstein, George Harrison e John Lennon. Em setembro do mesmo ano, nascia Zak Starkey. Em 1967, Maureen deu à luz Jason Starkey e três anos depois Lee Starkey, última filha do casal.

### Fim do Casamento com Ringo
Com as constantes bebedeiras de Ringo, não tardou a descobrirem que Maureen tinha um caso com o guitarrista George Harrison. Num artigo do jornal britânico Daily Mail, Pattie Boyd, esposa de George, contou sobre o caso entre os dois: "(...) A gota d’água para George e eu foi seu caso com a esposa de Ringo, Maureen. Ela era a última pessoa de quem eu esperava uma punhalada nas costas. Eu descobri através de algumas fotos que ela esteve em casa com George enquanto eu visitava minha mãe em Devon. Ele havia dado a ela um belo colar, que ela usou na minha frente. Então eu os encontrei trancados em um quarto em Friar Park. Eu fiquei do lado de fora esmurrando a porta e gritando: O que você está fazendo? Maureen está aí dentro, não está? Eu sei que ela está! George apenas ria. Depois de um tempo ele abriu a porta e disse: Oh, ela só estava um pouco cansada, então se deitou. (...) Ringo não imaginava o que estava acontecendo até eu ligar para ele um dia e dizer: Você já se perguntou porque sua mulher não volta para casa de noite? É porque ela está aqui! '.
Em 17 de julho de 1975, os dois divorciaram-se oficialmente em razão do caso de Ringo com a modelo americana Nancy Lee Andrews.

### Casamento com Isaac
Apesar do divórcio os Starkeys mantiveram uma unidade familiar. No terceiro aniversário de divórcio do casal, Maureen, Ringo e os filhos foram juntos a uma festa, o que levou a imprensa a especular de que os dois estariam em processo de reconciliação. Porém, em 1987, nasceu Augusta Rei, fruto da  relação de Maureen com o milionário Isaac Tigrett.  Em 27 de maio de 1989, o casal oficializou a união e permaneceu junto por cinco anos.

### Morte
Maureen morreu no dia 30 de dezembro de 1994, aos 48 anos de idade, devido a complicações relacionadas a leucemia em Seattle no Estados Unidos. Ela tinha recentemente recebido a doação da medula óssea de seu filho Zak. Seus quatro filhos, a mãe Florence, Ringo e o marido Isaac estavam a seu lado quando ela morreu. Ringo ficou devastado por sua morte. Paul McCartney escreveu a canção Little Willow em sua memória, que pode ser encontrada no álbum Flaming Pie de 1997.